# 应明生
应明生(1964年5月—)，中国江西宜黄县人，清华大学教授，主要从事量子计算等领域的研究，国际模糊系统学会(IFSA)副主席、中国系统工程学会模糊系统与数学专业委员会理事长，担任《Fuzzy Sets and Systems》等期刊编委，中国教育部第四批“长江学者”特聘教授。曾任教于江西师范大学数学系。